# زبان مجزا

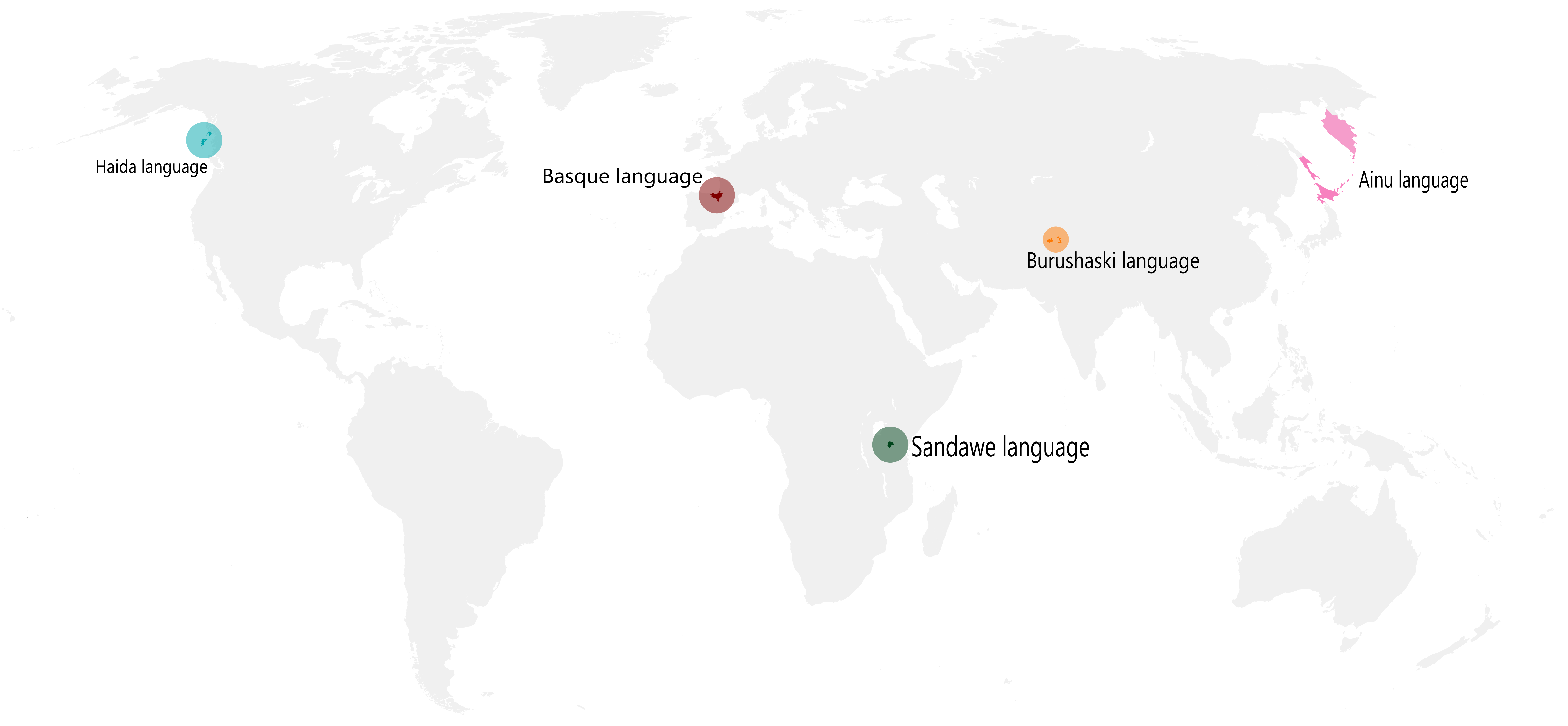
زبان‌های مجزا در سراسر جهان. احتمال زیادی وجود دارد که زبان های مجزای بیشتری وجود داشته باشد، اما این 5 زبان متمایزترین آنها هستند.

زبان مجزا یا زبان منزوی (به انگلیسی: Language isolate) زبانی طبیعی است که با دیگر زبان‌ها خویشاوندی نداشته باشد و نتوان نیای مشخصی برای آن تعیین کرد. به دیگر سخن زبان مجزا‌ خانواده‌ای زبانی است با تنها یک عضو.
زبانهای نسبتاًً مجزا هم وجود دارند مثل آلبانیایی، ارمنی و یونانی که به آنها «هندواروپایی تکی» هم می‌گویند. اینها جزئی از خانواده زبان‌های هندواروپایی به شمارند ولی پیوندی به هیچ شاخه‌ای از این خانواده (مانند هندوایرانی، رومی، ژرمنی و اسلاوی) ندارند و خود شاخه‌های مستقلی را تشکیل می‌دهند. البته اصطلاح مجزا بیشتر برای گروه نخست به کار می‌رود.

## پیوند با زبانهای دیگر
اگر این فرض را بپذیریم که همه زبانهای بشری اصل مشترک دارند و از نیای واحدی به وجود آمده‌اند، باید بتوان میان یک زبان با گروهی دیگر از زبانها رابطه‌ای یافت. از این رو زبانشناسان با بررسی دقیق زبانهای مجزا می‌کوشند خویشاوندی آنها را با دیگر زبانها اثبات کنند و در خانواده‌ای جایشان دهند. نمونهٔ معروف آن زبان باسکی است که تا با حال به تمام زبانهای زنده و مردهٔ اروپا و آسیا از سومری تا کارتولی مقایسه شده بی آن که نتیجه قطعی به دست آید.

## سیاهه زبانهای مجزا
در ستون وضعیت جدول زیر، پررونق زبانی است که در جامعه کاربرد گسترده داشته باشد و به عنوان زبان اول به کودکان آموخته شود. رو به نابودی زبانی است که گویشوران آنها تنها سالمندان باشند و با مرگ آنان زبان نیز منقرض شود. منقرض نیز به زبان بدون گویشور می‌گویند.

### آسیا
| زبان    | وضعیت                  | توضیحات |
| ------- | ---------------------- | --- |
| آینو    | رو به نابودی           | در جزیره هوکایدو ژاپن رایج است. با گونه‌ای از خط کاتاکانا نوشته می‌شود.                                                   |
| بروشَسکی | پررونق                 | در شمال پاکستان رایج است. برخی آن را در خانواده زبان‌های کاروساک جای می‌دهند.                                             |
| ایلامی  | منقرض                  | در کشور ایلام رایج بود. برخی آن را با زبان‌های دراویدی مرتبط می‌دانند. هر چند این نظریه هنوز قبولی عام ندارد.             |
| حتی     | منقرض                  | تا هزاره دوم پیش از میلاد در منطقه آسیای کوچک رایج بود. احتمال پیوند آن با زبان‌های قفقازی وجود دارد.                    |
| کره‌ای   | پررونق                 | با ۷۸ میلیون نفر، پرگویشورترین زبان مجزا دنیاست. نظریه‌هایی مبتنی بر ارتباط آن با زبان‌های آلتایی و ژاپنی پیشنهاد شده‌است. |
| نیهالی  | در خطر                 | نهالی هم نامیده شده. در ایالت مهاراشترا هندوستان صحبت می‌شود. تأثیر زیادی از واژگان زبان‌های موندا پذیرفته‌است.            |
| کوسوندا | رو به نابودی           | گویشوران کم شماری در غرب نپال دارد و در معرض انقراض است.                                                                |
| نیوْخ    | در خطر یا رو به نابودی | نام دیگر آن گیلیاک است. از زبان‌های دیرین سیبری است که در پایین‌دست حوزهٔ آبریز رود آمور و جزایر ساخالین رایج است.         |
| پوکیوار | رو به نابودی           | در جزایر آندامان صحبت می‌شود. آخرین عضو باقیمانده از خانواده بزرگ زبان‌های آندامانی است.                                  |
| سومری   | منقرض                  | زبان منقرض شده سومر باستان                                                                                              |

### اروپا
| زبان    | وضعیت  | توضیحات |
| ------- | ------ | --- |
| باسکی   | پررونق | نام بومی آن ائوسکاراست و در منطقه باسک فرانسه و اسپانیا صحبت می‌شود. خویشاوند زنده‌ای ندارد و زبان آکوئیتانی را نیای مستقیم آن می‌دانند. تا کنون نظریه‌هایی دربارهٔ پیوند احتمالی این زبان با زبان‌های قفقازی، ایبریایی یا بربری پرداخته شده‌است.              |
| اتروسکی | منقرض  | زبان اتروسکان باستان در شمال غرب ایتالیا بود. هنوز کاملاً خوانده نشده. برخی آن را یک زبان آناتولیایی یا هوری-اورارتویی می‌دانند. برخی دیگر پیشنهاد می‌کنند که این زبان باید در کنار زبانهای لمنی، زبان رائتیک و کامونیک در خانواده زبان‌های تیرنی جای گیرد. |

### آفریقا
| زبان    | وضعیت                                   | توضیحات                                                  |
| ------- | --------------------------------------- | -------------------------------------------------------- |
| هادزا   | پررونق اگر چه کمتر از ۱۰۰۰ گویشور دارد. | پیشتر خویش دور زبان خویسان شمرده می‌شد.                   |
| سانداوه | پررونق                                  | احتمال ارتباط آن با زبانهای خو در جنوب آفریقا وجود دارد. |